# Патерсон (Луизијана)
Патерсон (енгл. Patterson) град је у америчкој савезној држави Луизијана.

## Демографија
По попису из 2010. године број становника је 6.112, што је 982 (19,1%) становника више него 2000. године.
| Група             | 2000.         | 2010.         |
| Белци             | 2.710 (52,8%) | 3.069 (50,2%) |
| Афроамериканци    | 2.220 (43,3%) | 2.710 (44,3%) |
| Азијати           | 30 (0,6%)     | 38 (0,6%)     |
| Хиспаноамериканци | 99 (1,9%)     | 182 (3,0%)    |
| Укупно            | 5.130         | 6.112         |